# Bezpartyjny Blok Współpracy z Rządem

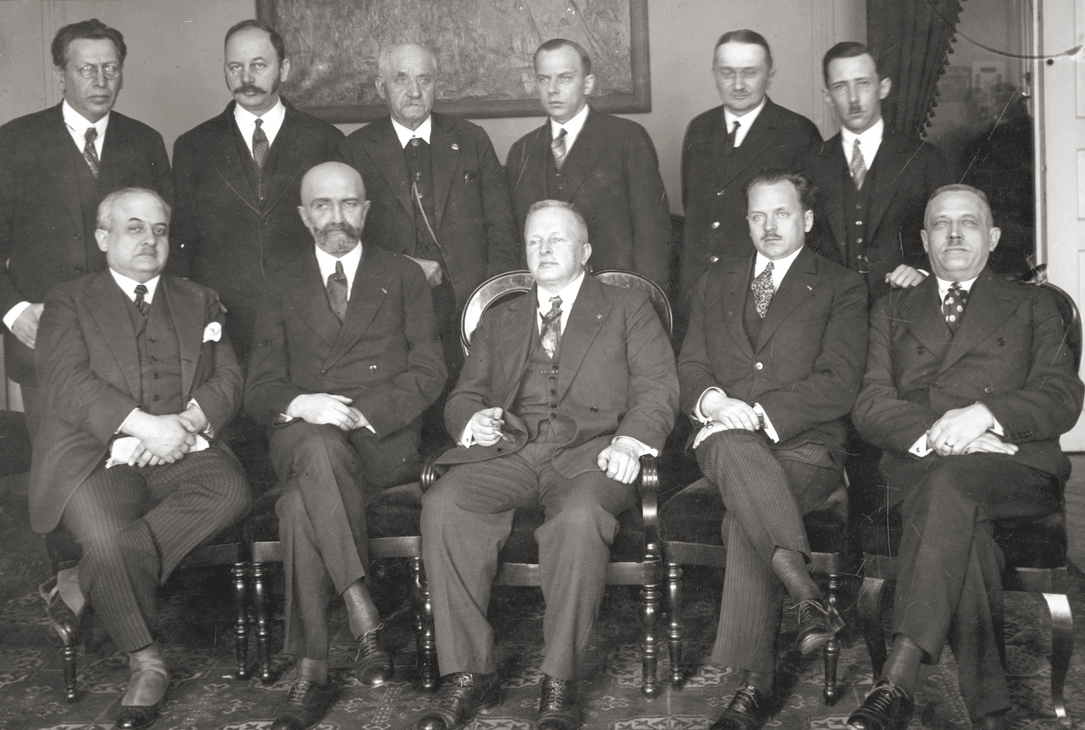
Präsidium der BBWR (1929); vom links: Hipolit Gliwic, Walery Sławek, Julian Szymański, Marian Zyndram-Kościałkowski, Walery Roman; stehend: Henryk Loewenherz, Karol Polakiewicz, Jakub Bojko, Zdzisław Stroński, Zdzisław Lechnicki, Adam Piasecki

Der Bezpartyjny Blok Współpracy z Rządem (BBWR, deutsch Parteiloser Block der Regierungsunterstützer) war eine politische Organisation in Polen, die im Dezember 1927 von Walery Sławek gegründet wurde. Sie umfasste kleine politische Gruppierungen, u. a. nationale Minderheiten sowie einige frühere Abgeordnete der PPS und der PSL "Piast".
Der BBWR definierte sich nicht als eine politische Partei, die Gründungsidee selbst kam „von oben“ – aus der Regierungskreisen – und die dazugehörige Gruppierungen bzw. Personen verband vor allem ihre freundliche Haltung Józef Piłsudski gegenüber. 
Die Organisation verfügte über kein Programm, was damit gerechtfertigt wurde, dass sie keine überkommene Partei sei, die der politisch-moralischen Sanierung bedürfe. Der BBWR war eng mit der Verwaltung verbunden, so dass vor allem Beamte, aber weniger die besonders umworbene Jugend zu ihren Anhängern gehörten. Bei den Wahlen zum Sejm im Jahr 1928 erhielt die Partei, nach massiven Wahlhilfen und Manipulationen, 122 von insgesamt 444 Sitzen. 1929 wurde der Finanzminister Polens Gabriel Czechowicz wegen der Finanzierung der Wahlkampagne der BBWR mit Staatsmitteln vor dem Staatstribunal (Trybunał Stanu) angeklagt. Eine Verurteilung erfolgte allerdings nicht.